# Niederöblarn
Niederöblarn è una frazione di 600 abitanti del comune austriaco di Öblarn, nel distretto di Liezen (subdistretto di Gröbming), in Stiria. Già comune autonomo, il 1º gennaio 2015 è stato aggregato a Öblarn.